# 七百駅
七百駅（しちひゃくえき）は、青森県上北郡六戸町犬落瀬にあった十和田観光電鉄十和田観光電鉄線の駅（廃駅）である。十和田観光電鉄線の中間地点よりやや三沢側にずれた場所に位置するが、十和田観光電鉄線では唯一列車交換が可能な交換駅となっており、七百車両区（車両基地）、七百変電所も併設されている。

## 歴史
- 1922年（大正11年）9月5日：十和田鉄道の駅として開業。当時、古間木駅（現：三沢駅）と三本木駅（現：十和田市駅）の間にあったのは当駅と高清水駅のみであった。
- 1930年（昭和5年）6月9日：行き違い設備が設置される。
- 1971年（昭和46年）12月16日：閉塞方式が単線自動閉塞式となる。
- 1972年（昭和47年）3月：無人化。
- 2008年（平成20年）3月1日：旧・十和田観光電鉄を「とうてつ」に事業譲渡し、新・十和田観光電鉄に商号変更させた上で新会社による運営に伴い、同駅の管理を新会社に継承。
- 2012年（平成24年）
  - 4月1日：鉄道廃止により、廃駅となる。
  - 5月3日：当駅にてイベント「とうてつ電車車両展示＆車庫公開」を実施[注釈 1]。構内で車両を走行させた後、「饋電停止セレモニー」を行い、七百変電所からの送電を停止。動く電車の見納めとなった[1]。
- 2015年（平成27年）5月31日：当駅にてイベント「七百鉄道記念館」を初開催。以降、同イベントは年2回行われている。

## 駅構造
島式ホーム1面2線を有する地上駅。ホームの十和田市側が階段になっており、駅舎とは構内踏切により連絡している。このほかに数本の側線を有し、七百車両区の車庫となっている。車両区は1985年（昭和60年）10月28日の十和田市駅の移転後、1986年（昭和61年）12月に、それまで十和田市駅構内にあったものを移設したものである。
無人駅であるが、有人駅当時からの小さな駅舎が残っている。当駅で列車交換が可能になったのは1930年（昭和5年）6月9日のことで、1971年（昭和46年）12月16日に閉塞方式が票券閉塞式から単線自動閉塞式に改められた後、1972年（昭和47年）3月に無人化された。

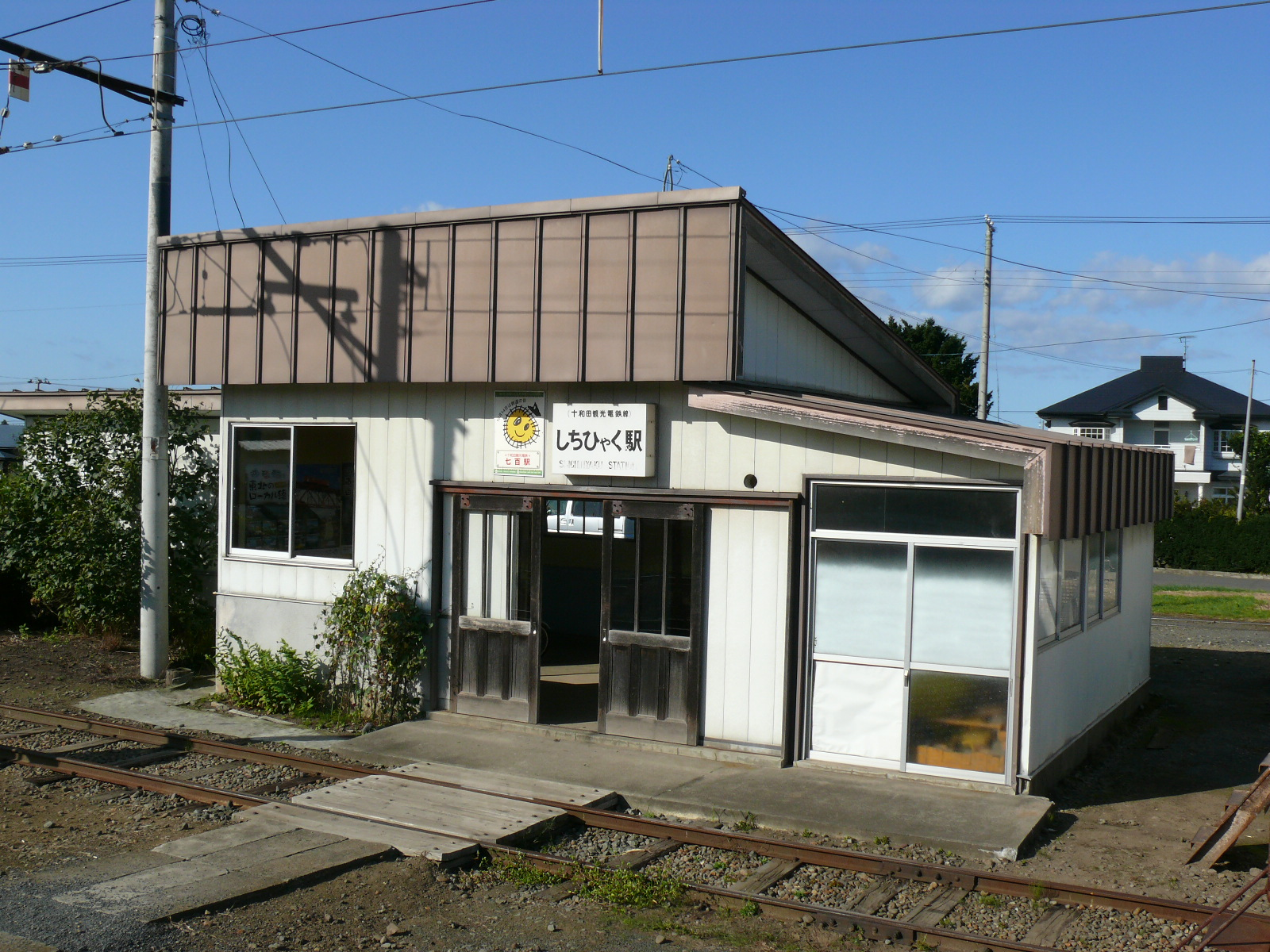
ホームから見た駅舎と構内踏切（2009年9月）
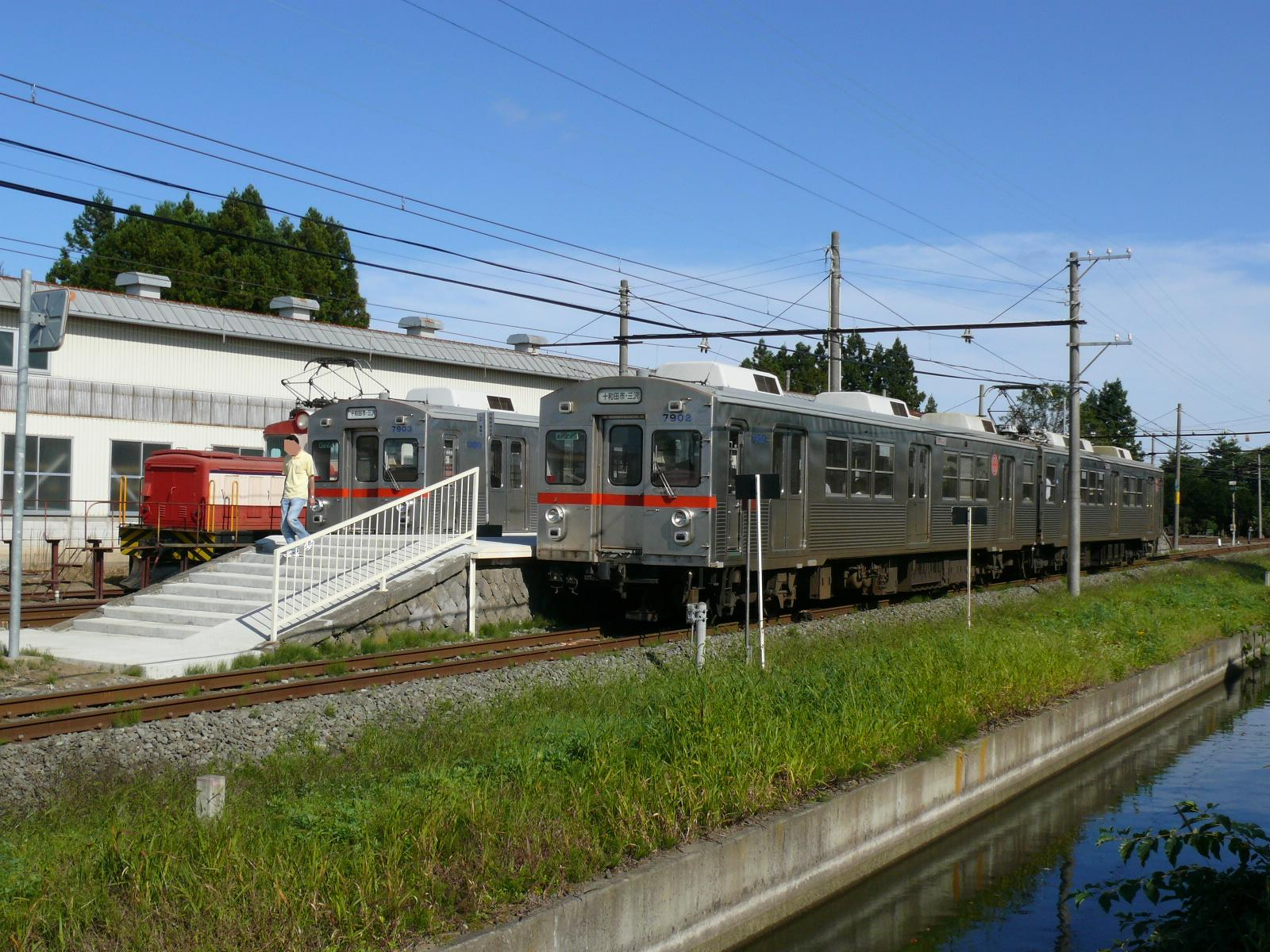
列車交換を行っている様子。奥の建物は七百車両区（2009年9月）
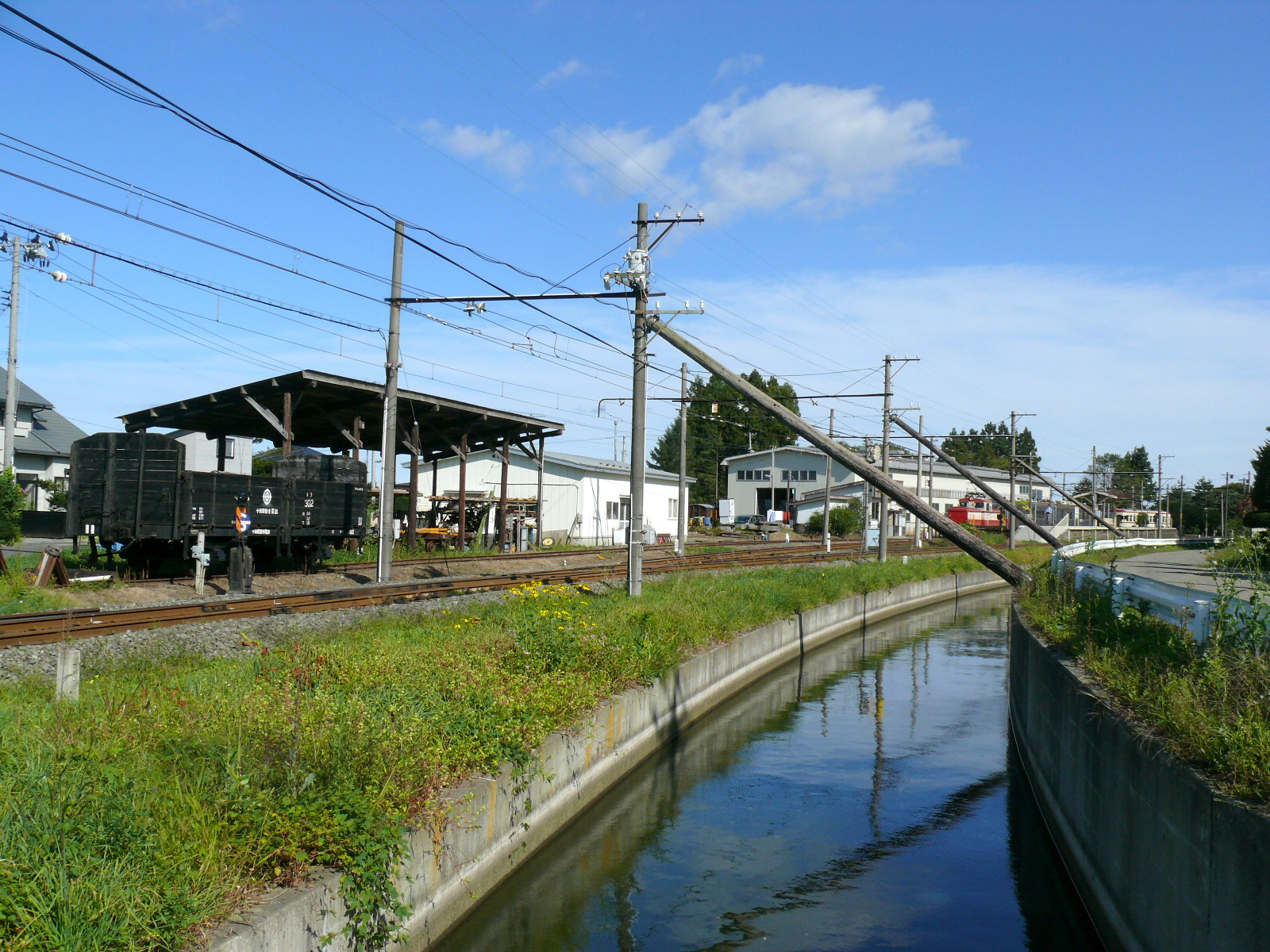
駅のそばを流れる稲生川（2009年9月）

## 駅周辺
駅周辺では十和田観光電鉄の線路に並行して人工河川の稲生川（）が流れている。稲生川は安政年間に新渡戸稲造の祖父でもある新渡戸傳らを中心として開削が始められたもので、十和田市の奥入瀬川から引かれた水がこの川を通って上北郡おいらせ町の太平洋に注いでいる。
駅の南200 mほどの所にあるのが七百の集落で、ここには七百簡易郵便局があるほか、駅の西300 mほどのところには六戸町立開知小学校（旧・七百小学校）が、駅の北西300 mほどのところには六戸町立七百中学校がある。中学校の向かい側には七百温泉が湧出し、入浴施設が設けられていた（2010年11月頃に閉業）。
六戸町の中心部、役場などが所在するのは駅から南方向に4 kmほど行った、国道45号に近い場所である。

## 隣の駅
十和田観光電鉄
十和田観光電鉄線
柳沢駅 - 七百駅 - 古里駅